# Jaan Eslon
Jaan Eslon (Falköping, 14 marzo 1952 – Las Palmas, 24 settembre 2000) è stato uno scacchista svedese, Maestro Internazionale.
Vinse nel 1969 il campionato svedese dei giovani. Nel 1976 fu 2º al torneo di Eksjö.
Ottenne il suo maggiore successo nel primo torneo di Linares del 1978 (non era ancora però un super-torneo come lo è poi diventato).
Morì per un attacco cardiaco durante il torneo di Las Palmas 2000.